# Oliver Tambo
Oliver Reginald Tambo (Mbizana, 27 ottobre 1917 – Johannesburg, 24 aprile 1993) è stato un politico sudafricano, uno dei leader del movimento anti-apartheid e dell'ANC.

## Biografia
Tambo nacque a Mbizana, nel Mpondoland, oggi provincia di Eastern Cape, figlio di Mzimeni e Julia.
Trascorse la sua infanzia lavorando nella fattoria del padre, insieme al resto della famiglia, acquisendo il forte senso di comunione e di comunità, di servizio e sacrificio per il bene comune, propri dei villaggi sudafricani di inizio secolo.
Su decisione dei genitori, però, Oliver iniziò a frequentare diverse scuole, dove si rivelò volenteroso e brillante. Frequentò poi il college St. Peter's a Johannesburg, città dove si scontrò con la durezza della segregazione e del razzismo. Durante questo periodo rimase orfano. Tuttavia, decise di proseguire gli studi e vinse una borsa di studio per frequentare l'Università di Fort Hare, dove conobbe Nelson Mandela, e si laureò in Scienze matematiche e fisiche.
Terminata l'Università, conobbe Walter Sisulu, nel cui ufficio conobbe persone che successivamente sarebbero diventati esponenti di spicco nella lotta contro l'apartheid (Lembede, Mba, Ngubane e ancora Mandela).
Nel 1944, insieme a Mandela e Walter Sisulu, fu uno dei fondatori della Lega Giovanile dell'ANC. L'opera di Sisulu, Tambo e Mandela contribuì in modo sostanziale a determinare la linea politica dell'ANC negli anni successivi. Nel 1952 fondò con Mandela lo studio legale Tambo e Mandela, a Johannesburg, offrendo assistenza legale a moltissimi africani nel periodo dell'apartheid. Nello stesso periodo divenne segretario generale dell'ANC.
Nel 1956, insieme ad altri compagni, Oliver Tambo venne arrestato con l'accusa di alto tradimento ma, insieme a Luthuli, furono subito prosciolti e continuarono a guidare la lotta, rendendo anche la costituzione dell'ANC più aperta ed inclusiva dell'accettazione della Freedom Charter.
Sempre nel 1956, Oliver sposò Adelaide Frances Thukudu, andarono a vivere a Wattville e, nei quattro anni successivi, ebbero due figli.
Nel 1960, in seguito a una messa al bando decretata dal governo afrikaner, fu mandato in esilio, contribuendo a rafforzare i legami fra l'ANC e numerose organizzazioni e nazioni amiche e simpatizzanti. Infatti, anche lontano dal Sudafrica, fu leader della Missione dell'ANC. 
In Inghilterra fu soprattutto sua moglie ad occuparsi della gestione economica e privata della famiglia e, nonostante ciò, trasformò la sua casa in un rifugio per i membri dell'ANC costretti a fuggire.
Tra l'altro, fu fra i fondatori del "South African United Front", che nel 1961 riuscì a far espellere il Sudafrica dal Commonwealth come sanzione contro la politica dell'apartheid.
Nel 1967, dopo la morte di Albert John Lutuli, Tambo divenne presidente dell'ANC. Le lotte intestine che ancora perduravano, però, costrinsero gli associati a trasferire la sede, che fu ben accolta in Tanzania, dove nel 1969 si tenne la prima conferenza dell'ANC al di fuori del Sudafrica. 
Gli anni seguenti furono molto difficili a causa delle tensioni che si generavano all'interno del partito stesso, dove si erano infiltrati degli informatori: le punizioni e le condanne a morte ad essi inflitti preoccuparono Tambo, il quale, per porre rimedio stilò una Dichiarazione dei Diritti Umani da non violare. Egli, inoltre, fu molto attento alla condizione delle donne che prendevano parte all'ANC. Si dimostrò anche in questo caso saggio e rispettoso, concentrandosi sulla salvaguardia delle differenze di genere. Pose in primo piano i diritti dei bambini e si dichiarò formalmente tollerante agli orientamenti sessuali.
Dal 1977 al 1990 fu Presidente dell'African National Congress.
Si fece portavoce anche della lotta contro l'imprigionamento di bambini: nella conferenza tenutasi ad Harare nel 1987, denunciò il “necklacing”.
Nel 1989 fu colpito da un ictus, ma mantenne la propria posizione come leader del movimento, che guidò dall'esilio a Lusaka, in Zambia. Intanto, si ricongiungeva con Nelson Mandela, che era stato liberato, al quale fu affidato il mandato di presidente dell'ANC.
All'inizio degli anni novanta, in seguito ai negoziati fra l'ANC e il governo sudafricano, Tambo tornò in patria.
Il 24 aprile 1993, Tambo ebbe un secondo ictus, questa volta fatale.

## Famiglia
Oliver Reginald Tambo è stato sposato con Adelaide Frances Tambo (1929-2007), anch'ella attivista anti-apartheid, dalla quale ha avuto tre figli: Nomatemba, Dali e Tselane.

### Adelaide Frances Tambo
Adelaide Frances Thukudu nacque il 18 luglio 1929 a Vereeniging. Frequentò la Practising School St Thomas a Johannesburg e la Orlando High. Lavorò come infermiera all'Ospedale Generale di Pretoria e nelle case di riposo per anziani a Londra.
Nel 1944 iniziò a lavorare per l'ANC come corriere, mentre completava gli studi superiori; nella stessa scuola aveva preso parte ad un circolo di discussione con votazione finale. 
All'età di 18 anni, Adelaide si iscrisse alla Lega Giovanile dell'ANC, dove fu eletta presidente per il settore George Goch. Anche quando era apprendista infermiera diede inizio ad un settore della lega grazie all'aiuto di donne come Sheila Musi, Mildred Kuzwayo and Nonhle Zokwe.
Incontrò Oliver Tambo ad un meeting del settore cittadino orientale dell'ANC; i due si sposarono nel 1956 (perciò il suo cognome divenne Tambo), durante il Treason Trial. Coscienti del fatto che entrambi avrebbero potuto essere arrestati, discussero per il loro coinvolgimento politico così come della possibilità di avere bambini, propendendo per il totale impegno dell'uno in politica, a favore della possibilità dell'altra di occuparsi della gestione del nucleo familiare e degli anziani delle rispettive famiglie di provenienza.
Ebbero tre figli: Nomatemba, Dali e Tselane.
Nel 1960 fu chiesto dall'ANC ai coniugi Tambo di lasciare il Paese e continuare il lavoro di organizzazione al di fuori del Sudafrica una volta sistemati. Adelaide ricominciò il lavoro di corriere, stavolta per il proprio marito; nel frattempo a Londra divenne un membro fondatore di Afro-Asian Solidarity Movement e della Pan-African Women's Organisation. Offrì, inoltre, assistenza alle famiglie i cui figli erano fuggiti dal Sudafrica dopo le insurrezioni del 1976.
Nel 1994 fu eletta per rappresentare l'ANC in Parlamento, sebbene poi rinunciò al secondo mandato quinquennale. 
Il suo contributo alla lotta per la liberazione al fianco del marito e il notevole impegno per i progetti comunitari le hanno valso diversi riconoscimenti: il “Noel Foundation Life Award” per aver dato vita e promosso il movimento anti-apartheid in Inghilterra; il primo “Oliver Tambo/Johnny Makatini freedom award” nel febbraio 1995; l'“Ordine di Simon of Cyrene” nel luglio 1997, il più alto merito riconosciuto dalla Chiesa Anglicana del Sudafrica per i laici; nel 2002, l'“Ordine del Baobab” in Oro.
“Mama” Tambo, appellativo con cui era riconosciuta, morì il 31 gennaio 2007 nella sua casa di Hyde Park a Johannesburg all'età di 77 anni, per cause ancora sconosciute. Furono celebrati per lei funerali di stato il 10 febbraio 2007, allo stadio di Wattville. Fu seppellita, poi, accanto al marito Oliver Tambo nel cimitero comunale rinominato “Tamboville”.

### Nomatemba "Thembi" Tambo
Nata il 19 ottobre 1957, Nomatemba “Thembi” Tambo è la figlia maggiore di Oliver e Adelaide Frances Tambo. La sua formazione è ampia e variegata. Infatti, tra i diversi titoli, ha conseguito tre Lauree a Cambridge in Storia, Inglese e Costituzione Inglese, un Gold Diploma in Recitazione alla Royal Academy of Dramatic Arts di Londra, oltre ad essere specializzata in Legge all'Università di Witwatersrand a Johannesburg e ad aver conseguito il Diploma per la carriera diplomatica.
È stata fondatore/presidente o ha ricoperto incarichi di responsabilità, presso aziende che si occupano di sviluppo nell'agricoltura, sviluppo delle risorse, catering e organizzazione eventi. Thembi Tambo è un membro fondatore e presidente di Women in Capital Growth (Camera di Commercio femminile), è stata designata come collaboratrice editor della rivista Fair Lady Magazine oltre che produttore e presentatrice di alcuni programmi televisivi; ha lavorato alla realizzazione dello “State Theatre's First Freedom Day Celebration”. Inoltre, è amministratore fiduciario della Fondazione Oliver & Adelaide Tambo.
Svolge attività diplomatica dal 2007, anno in cui ha ricevuto il mandato come Console Generale del Sudafrica a Hong Kong e Macau. Il 10 aprile 2013 è divenuta Ambasciatore residente del Sudafrica a Roma, prendendo il posto di Thenjiwe Ethel Mtintso; è anche Ambasciatrice non residente per Malta, San Marino e l'Albania. 
Dal momento in cui è stata nominata Ambasciatore in Italia, numerose sono state le sue visite nei luoghi che hanno segnato la storia delle relazioni dell'Africa australe con l'Italia, esprimendo la volontà di consolidare ulteriormente i rapporti.
Il suo impegno nella comunità sudafricana è costituito da molti incarichi in diverse attività per il sociale: è Sostenitrice del Fondo Adelaide Tambo (fondo per anziani), del Fondo We Care (per bambini provenienti da contesti disagiati) e per le Case Avril Elizabeth. Ha contribuito alla raccolta fondi per la Adelaide Tambo School ed il Walkerville Project, per bambini con paralisi cerebrali.

### Dali Tambo
Dali David Thabo Tambo è nato il 1º gennaio 1959. È secondo dei tre figli di Oliver e Adelaide Tambo.
La sua formazione è avvenuta fuori dal Sudafrica, avendo trascorso trent'anni in esilio con la sua famiglia: ha acquisito la Laurea in Affari Internazionali e Scienze Politiche all'Università di Parigi nel 1981. Ha lavorato in film e televisione nel Regno Unito su/per diverse produzioni. Dopo essere ritornato in Sudafrica nel 1990, Dali ha lanciato la Southern Streams Productions, con il suo primo talk show intitolato “Night Moves”. Ha poi iniziato a lavorare con successo presso le reti SABC, soprattutto nel programma “People of the South”, che ha condotto per oltre otto stagioni fino al 2002 e poi di nuovo nel 2012-13. Negli anni di pausa dal programma si è dedicato all'industria del turismo, in particolare all'interno del Sudafrica.
Inoltre, è fondatore di Artists Against Apartheid.

## In Italia
Durante il periodo di esilio, Oliver Reginald Tambo fu più volte protagonista di incontri e interventi in diverse città italiane. In particolare Tambo strinse una relazione consolidata con la città di Reggio nell'Emilia, formalizzando il 26 giugno 1977 il primo patto di solidarietà tra una città e l'African National Congress.
La sua presenza a Reggio Emilia fu fortemente voluta anche durante la “Conferenza nazionale di solidarietà per l'indipendenza e la sovranità dei popoli dell'Africa australe contro il colonialismo, il razzismo e l'apartheid”, il cui documento conclusivo rappresentò l'impegno concreto da parte dell'Italia nell'avviare degli interventi in favore del diritto all'autodeterminazione dei popoli dell'Africa australe: uno fra tutti è l'organizzazione di navi della solidarietà, cariche di migliaia di tonnellate di aiuti per queste popolazioni. Tambo presenziò alla partenza della prima nave da Genova nel 1980.
Inoltre, nel 1989, invitò la città emiliana a coniare le medaglie Isitwalandwe, "massima onorificenza assegnata dall'African National Congress".
Nel giugno 2013 - a Reggio Emilia - è stato inaugurato il parco della pace "Oliver Reginald Tambo".